# Antiblemma strigatula
Antiblemma strigatula là một loài bướm đêm trong họ Erebidae.